# Jana overlaeti
Jana overlaeti is een vlinder uit de familie Eupterotidae. De wetenschappelijke naam van deze soort is voor het eerst geldig gepubliceerd in 1980 door Berger.
De soort komt voor in tropisch Afrika.